# Nonnewitz
Nonnewitz este o comună în Saxonia-Anhalt, Germania